# Naranga dimorpha
Naranga dimorpha là một loài bướm đêm trong họ Noctuidae.